# Menticirrhus undulatus
Menticirrhus undulatus es una especie de pez de la familia Sciaenidae en el orden de los Perciformes.

## Morfología
Los machos pueden llegar alcanzar los 71 cm de longitud total y 3.900 g de peso.

## Alimentación
Come crustáceos y gusanos.

## Hábitat
Es un pez de mar y de clima subtropical y demersal que vive hasta los 14 m de profundidad.

## Distribución geográfica
Se encuentra en el Océano Pacífico oriental y en el Océano  Atlántico : desde California (los Estados Unidos) hasta el Perú.

## Uso comercial
Es común en los mercados locales.

## Observaciones
Es inofensivo para los humanos.